# Coppa Italia 2003/04
Die Coppa Italia 2003/04, der höchste italienische Pokalwettbewerb, startete in der Saison 2003/04 am 17. August 2003 mit den ersten Gruppenspielen. Die beiden Finalspiele wurden am 17. März und 12. Mai 2004 zwischen Lazio Rom und Juventus Turin ausgetragen. Lazio konnte das Finale nach einem 2:0 im heimischen Stadio Olimpico und einem 2:2 im Stadio delle Alpi mit einem Endstand von 4:2 für sich entscheiden und feierte damit den vierten Coppa-Italia-Titel in der Vereinsgeschichte.

## Modus
An der 56. Auflage der Coppa Italia nahmen insgesamt 48 Mannschaften aus den drei höchsten Spielklassen Italiens teil. Die höchste Spielklasse, die Serie A, stellte insgesamt 18 Vereine. Dabei waren die ersten acht Mannschaften der Abschlusstabelle der Vorsaison direkt für das Achtelfinale gesetzt. Die Mannschaften der Plätze neun bis 14 der vorangegangenen Saison sowie die beiden besten Aufsteiger der vergangenen Serie B Saison waren wiederum für die Qualifikationsrunde für das Achtelfinale gesetzt.
Die acht verbliebenen Plätze für die Qualifikationsrunde wurden in einer Gruppenphase an die Gruppenersten vergeben. In acht Gruppen mit je vier Mannschaften spielten die Mannschaften der Serie B und die Finalisten der vergangenen Coppa Italia der Serie C. Cosenza Calcio wäre als Serie-B-Absteiger eigentlich teilnahmeberechtigt, wurde jedoch aufgrund von finanziellen Nöten ausgeschlossen.
Durch die Erhöhung der Teilnehmerzahl der Serie B in der Saison 2003/04 von 20 auf 24 Mannschaften stiegen von der Serie C1 statt zwei nun vier Mannschaften auf. Diese waren ebenfalls für die Gruppenphase gesetzt, wodurch nun (abgesehen von den Finalisten der vergangenen Coppa Italia der Serie C, Aurora Pro Patria und SSD Brindisi) noch fünf Plätze zu vergeben waren. Diese wurden mit den besten Mannschaften der vergangenen Serie C1 aufgefüllt. Dies waren jeweils die Dritt- und Viertplatzierten der Girone A und Girone B sowie die SS Sambenedettese als Fünftplatzierter der Girone B, da sie mit 56 Zählern den direkten Vergleich mit dem Fünftplatzierten der Girone A, Calcio Padova (51 Punkte), gewann.
In der Gruppenphase spielte jeder ein Spiel gegen jeden, ab der Qualifikationsrunde für das Achtelfinale wurde jeweils ein Hin- und Rückspiel ausgetragen.

## Skandal im Vorfeld
Die Erhöhung der Teilnehmerzahl der Serie B auf 24 Mannschaften wurde in gewisser Weise von drei Vereinen erzwungen. So legte Catania Calcio, sportlich bereits abgestiegen, aufgrund eines Regelverstoßes eines Konkurrenten Einspruch ein und bekam vor einem Verwaltungsgericht Recht. Ein weiterer Skandal im italienischen Fußball bahnte sich an, sodass sich sogar Regierungschef Silvio Berlusconi in den Streit einschaltete.
Per Dekret trug er den Verbänden auf, sowohl Catania als auch die weiteren Absteiger CFC Genua und Salernitana Calcio in der Serie B zu belassen. Dies führte zu enormen Protesten der anderen 20 Serie-B-Clubs, die sich durch ein erneutes Einmischen der Politik in den Fußball benachteiligt sahen. So boykottierte eine Vielzahl der 20 Vereine der Serie B den 2. und 3. Spieltag dieser Coppa Italia.
Für jedes Spiel, bei dem ein Verein nicht antrat, wurde der Verein im Nachhinein mit einer Strafe von je einem Punkt Abzug belegt und das Spiel 0:3 gewertet. Sollten beide Vereine zu einem Spiel nicht angetreten sein, wurden auch beide Vereine dementsprechend bestraft.

## Gruppenphase

### Legende
- * Das Spiel wurde nach dem Boykott eines Teams am grünen Tisch 3:0 für das Team gewertet, das antrat.

- ** Das Spiel wurde von beiden Mannschaften boykottiert und 0:3 für beide gewertet.

- In Klammern ist jeweils der Abzug angegeben.

### Gruppe A
| Pl. | Verein            | Sp. | S | U | N | Tore    | Diff. | Punkte | Abzug |
| --- | ----------------- | --- | - | - | - | ------- | ----- | ------ | ----- |
| 1.  | Aurora Pro Patria | 3   | 2 | 0 | 1 | 006:200 | +4    | 06     |       |
| 2.  | Cagliari Calcio   | 3   | 1 | 0 | 2 | 002:600 | −4    | 01     | (−2)  |
| 2.  | Piacenza Calcio   | 3   | 1 | 0 | 2 | 002:600 | −4    | 01     | (−2)  |
| 4.  | Como Calcio       | 3   | 0 | 0 | 3 | 000:800 | −8    | −2     | (−2)  |

| Aurora Pro Patria | 0:2     | Cagliari Calcio   |
| Piacenza Calcio   | 2:0     | Como Calcio       |
| Como Calcio       | * 0:3 * | Aurora Pro Patria |
| Cagliari Calcio   | **      | Piacenza Calcio   |
| Como Calcio       | **      | Cagliari Calcio   |
| Aurora Pro Patria | * 3:0 * | Piacenza Calcio   |

### Gruppe B
| Pl. | Verein     | Sp. | S | U | N | Tore    | Diff. | Punkte | Abzug |
| --- | ---------- | --- | - | - | - | ------- | ----- | ------ | ----- |
| 1.  | AC Cesena  | 3   | 1 | 2 | 0 | 005:200 | +3    | 05     |       |
| 2.  | CFC Genua  | 3   | 1 | 1 | 1 | 004:200 | +2    | 04     |       |
| 3.  | FC Turin   | 3   | 1 | 0 | 2 | 001:600 | −5    | 01     | (−2)  |
| 4.  | AS Livorno | 3   | 0 | 1 | 2 | 001:700 | −6    | −1     | (−2)  |

| AC Cesena  | 1:1     | AS Livorno |
| CFC Genua  | 0:1     | FC Turin   |
| FC Turin   | * 0:3 * | AC Cesena  |
| AS Livorno | * 0:3 * | CFC Genua  |
| AC Cesena  | 1:1     | CFC Genua  |
| FC Turin   | **      | AS Livorno |

### Gruppe C
| Pl. | Verein         | Sp. | S | U | N | Tore    | Diff. | Punkte | Abzug |
| --- | -------------- | --- | - | - | - | ------- | ----- | ------ | ----- |
| 1.  | US Palermo     | 3   | 1 | 0 | 2 | 002:600 | −4    | 01     | (−2)  |
| 2.  | Hellas Verona  | 3   | 1 | 0 | 2 | 001:600 | −5    | 01     | (−2)  |
| 3.  | FBC Treviso    | 3   | 0 | 0 | 3 | 000:700 | −7    | −2     | (−2)  |
| 4.  | UC Albinoleffe | 3   | 0 | 0 | 3 | 000:800 | −8    | −2     | (−2)  |

| Hellas Verona  | 1:0 | FBC Treviso    |
| US Palermo     | 2:0 | UC Albinoleffe |
| UC Albinoleffe | **  | Hellas Verona  |
| FBC Treviso    | **  | US Palermo     |
| UC Albinoleffe | **  | FBC Treviso    |
| Hellas Verona  | **  | US Palermo     |

### Gruppe D
| Pl. | Verein             | Sp. | S | U | N | Tore    | Diff. | Punkte | Abzug |
| --- | ------------------ | --- | - | - | - | ------- | ----- | ------ | ----- |
| 1.  | FBC Unione Venedig | 3   | 1 | 0 | 2 | 002:600 | −4    | 01     | (−2)  |
| 2.  | US Triestina       | 3   | 0 | 1 | 2 | 001:700 | −6    | −1     | (−2)  |
| 2.  | Vicenza Calcio     | 3   | 0 | 1 | 2 | 001:700 | −6    | −1     | (−2)  |
| 4.  | Atalanta Bergamo   | 3   | 0 | 0 | 3 | 000:800 | −8    | −2     | (−2)  |

| FBC Unione Venedig | 2:0 | Atalanta Bergamo   |
| US Triestina       | 1:1 | Vicenza Calcio     |
| Vicenza Calcio     | **  | FBC Unione Venedig |
| Atalanta Bergamo   | **  | US Triestina       |
| Vicenza Calcio     | **  | Atalanta Bergamo   |
| FBC Unione Venedig | **  | US Triestina       |

### Gruppe E
| Pl. | Verein                   | Sp. | S | U | N | Tore    | Diff. | Punkte | Abzug |
| --- | ------------------------ | --- | - | - | - | ------- | ----- | ------ | ----- |
| 1.  | SS Sambenedettese Calcio | 3   | 2 | 1 | 0 | 006:200 | +4    | 07     |       |
| 2.  | Pisa Calcio              | 3   | 1 | 1 | 1 | 003:400 | −1    | 03     | (−1)  |
| 3.  | Ancona Calcio            | 3   | 1 | 0 | 2 | 003:500 | −2    | 02     | (−1)  |
| 4.  | Ternana Calcio           | 3   | 0 | 0 | 3 | 001:800 | −7    | −2     | (−2)  |

| Ternana Calcio           | 1:2     | SS Sambenedettese Calcio |
| Ancona Calcio            | 0:2     | Pisa Calcio              |
| SS Sambenedettese Calcio | * 3:0 * | Ancona Calcio            |
| Pisa Calcio              | **      | Ternana Calcio           |
| Pisa Calcio              | 1:1     | SS Sambenedettese Calcio |
| Ternana Calcio           | * 0:3 * | Ancona Calcio            |

### Gruppe F
| Pl. | Verein        | Sp. | S | U | N | Tore    | Diff. | Punkte | Abzug |
| --- | ------------- | --- | - | - | - | ------- | ----- | ------ | ----- |
| 1.  | Teramo Calcio | 3   | 2 | 1 | 0 | 008:200 | +6    | 07     |       |
| 2.  | AS Bari       | 3   | 1 | 0 | 2 | 002:700 | −5    | 01     | (−2)  |
| 3.  | Ascoli Calcio | 3   | 0 | 1 | 2 | 002:800 | −6    | −1     | (−2)  |
| 4.  | ASD Martina   | 3   | 0 | 0 | 3 | 001:800 | −7    | −2     | (−2)  |

| Ascoli Calcio | 2:2     | Teramo Calcio |
| ASD Martina   | 1:2     | AS Bari       |
| AS Bari       | **      | Ascoli Calcio |
| Teramo Calcio | * 3:0 * | ASD Martina   |
| AS Bari       | * 0:3 * | Teramo Calcio |
| Ascoli Calcio | **      | ASD Martina   |

### Gruppe G
| Pl. | Verein             | Sp. | S | U | N | Tore    | Diff. | Punkte | Abzug |
| --- | ------------------ | --- | - | - | - | ------- | ----- | ------ | ----- |
| 1.  | Salernitana Calcio | 3   | 2 | 1 | 0 | 006:000 | +6    | 07     |       |
| 2.  | SSC Neapel         | 3   | 1 | 1 | 1 | 003:300 | ±0    | 03     | (−1)  |
| 3.  | ACR Messina        | 3   | 1 | 0 | 2 | 002:600 | −4    | 02     | (−1)  |
| 4.  | Pescara Calcio     | 3   | 0 | 0 | 3 | 000:800 | −8    | −2     | (−2)  |

| Salernitana Calcio | 0:0     | SSC Neapel         |
| ACR Messina        | 2:0     | Pescara Calcio     |
| Pescara Calcio     | * 0:3 * | Salernitana Calcio |
| SSC Neapel         | **      | ACR Messina        |
| Pescara Calcio     | * 0:3 * | SSC Neapel         |
| Salernitana Calcio | * 3:0 * | ACR Messina        |

### Gruppe H
| Pl.                           | Verein           | Sp. | S | U | N | Tore    | Diff. | Punkte | Abzug |
| ----------------------------- | ---------------- | --- | - | - | - | ------- | ----- | ------ | ----- |
| 1.                            | SSD Brindisi *** | 3   | 2 | 1 | 0 | 007:100 | +6    | 07     |       |
| 2.                            | Catania Calcio   | 3   | 2 | 1 | 0 | 007:100 | +6    | 07     |       |
| 3.                            | US Lecce         | 3   | 1 | 0 | 2 | 001:600 | −5    | 01     | (−2)  |
| 4.                            | US Avellino      | 3   | 0 | 0 | 3 | 000:700 | −7    | −2     | (−2)  |
| Losentscheid für SSD Brindisi |                  |     |   |   |   |         |       |        |       |

| US Avellino    | 0:1     | US Lecce       |
| SSD Brindisi   | 1:1     | Catania Calcio |
| Catania Calcio | * 3:0 * | US Avellino    |
| US Lecce       | * 0:3 * | SSD Brindisi   |
| Catania Calcio | * 3:0 * | US Lecce       |
| US Avellino    | * 0:3 * | SSD Brindisi   |

## Qualifikationsrunde
Die qualifizierten Gruppensieger hatten im Hinspiel Heimrecht. Bei Torgleichstand galt die Auswärtstorregel. Die Ergebnisse sind stets aus der Sicht der erstgenannten Mannschaft zu betrachten.
|                          | Gesamt |                    | Hinspiel | Rückspiel |
| ------------------------ | ------ | ------------------ | -------- | --------- |
| Salernitana Calcio       | 0:5    | Reggina Calcio     | 0:2      | 0:3       |
| Aurora Pro Patria        | 0:4    | Sampdoria Genua    | 0:1      | 0:3       |
| US Palermo               | 4:3    | Brescia Calcio     | 1:1      | 3:2       |
| FBC Unione Venedig       | 3:1    | FC Empoli          | 2:0      | 1:1       |
| SS Sambenedettese Calcio | 2:3    | FC Modena          | 2:1      | 0:2       |
| AC Cesena                | 3:5    | ASD Perugia Calcio | 1:2      | 2:3       |
| Teramo Calcio            | 0:4    | AC Siena           | 0:1      | 0:3       |
| SSD Brindisi             | 3:5    | FC Bologna         | 3:2      | 0:3       |

## Achtelfinale
|                    | Gesamt |                    | Hinspiel | Rückspiel |
| ------------------ | ------ | ------------------ | -------- | --------- |
| AC Siena           | 2:4    | Juventus Turin     | 1:2      | 1:2       |
| Sampdoria Genua    | 0:2    | AC Mailand         | 0:1      | 0:1       |
| FBC Unione Venedig | 1:2    | AC Parma           | 0:2      | 1:0       |
| FC Modena          | 0:3    | Lazio Rom          | 0:2      | 0:1       |
| FC Bologna         | 0:4    | Udinese Calcio     | 0:1      | 0:3       |
| AS Rom             | 3:1    | US Palermo         | 1:0      | 2:1       |
| Inter Mailand      | 3:1    | Reggina Calcio     | 2:1      | 1:1       |
| Chievo Verona      | 2:4    | ASD Perugia Calcio | 2:1      | 0:3       |

## Viertelfinale
|                    | Gesamt |                | Hinspiel | Rückspiel |
| ------------------ | ------ | -------------- | -------- | --------- |
| Udinese Calcio     | 1:3    | Inter Mailand  | 0:0      | 1:3       |
| Lazio Rom          | 3:1    | AC Parma       | 2:0      | 1:1       |
| ASD Perugia Calcio | 1:3    | Juventus Turin | 1:2      | 0:1       |
| AC Mailand         | 4:2    | AS Rom         | 2:1      | 2:1       |

## Halbfinale
|                | Gesamt          |               | Hinspiel | Rückspiel |
| -------------- | --------------- | ------------- | -------- | --------- |
| Juventus Turin | 4:4 (5:4 i. E.) | Inter Mailand | 2:2      | 2:2       |
| AC Mailand     | 1:6             | Lazio Rom     | 1:2      | 0:4       |

## Finale

### Hinspiel
| Lazio Rom                                           | Lazio Rom | Juventus Turin | Juventus Turin |
| --------------------------------------------------- | --- | --- | -------------- |
| Lazio Rom                                           | \| 17. März 2004 um 21:00 Uhr in Rom (Stadio Olimpico) \| \| Ergebnis: 2:0 (0:0) \| \| Schiedsrichter: Pierluigi Collina (Bologna) \| | \| 17. März 2004 um 21:00 Uhr in Rom (Stadio Olimpico) \| \| Ergebnis: 2:0 (0:0) \| \| Schiedsrichter: Pierluigi Collina (Bologna) \| | Juventus Turin |
| Lazio Rom                                           | Matteo Sereni – Massimo Oddo, Jaap Stam, Fernando Couto, Giuseppe Favalli – Stefano Fiore, Giuliano Giannichedda, Fabio Liverani (81. Ousmane Dabo), César (89. Luciano Zauri) – Bernardo Corradi, Roberto Muzzi (46. Simone Inzaghi) Cheftrainer: Roberto Mancini | Antonio Chimenti – Lilian Thuram, Igor Tudor, Nicola Legrottaglie, Gianluca Pessotto – Mauro Camoranesi (84. Giovanni Bartolucci), Alessio Tacchinardi, Antonio Conte (84. Enzo Maresca), Stephen Appiah, Pavel Nedvěd – Marco Di Vaio (76. Raffaele Palladino) Cheftrainer: Marcello Lippi | Juventus Turin |
| Lazio Rom                                           | 1:0 Stefano Fiore (59.) 2:0 Stefano Fiore (80.) | | Juventus Turin |
| Lazio Rom                                           | Igor Tudor (82.) | | Juventus Turin |
| 17. März 2004 um 21:00 Uhr in Rom (Stadio Olimpico) | | |                |
| Ergebnis: 2:0 (0:0)                                 | | |                |
| Schiedsrichter: Pierluigi Collina (Bologna)         | | |                |

### Rückspiel
| Juventus Turin                                         | Juventus Turin | Lazio Rom | Lazio Rom |
| ------------------------------------------------------ | --- | --- | --------- |
| Juventus Turin                                         | \| 12. Mai 2004 um 21:00 Uhr in Turin (Stadio delle Alpi) \| \| Ergebnis: 2:2 (1:0) \| \| Schiedsrichter: Gianluca Paparesta (Bari) \| | \| 12. Mai 2004 um 21:00 Uhr in Turin (Stadio delle Alpi) \| \| Ergebnis: 2:2 (1:0) \| \| Schiedsrichter: Gianluca Paparesta (Bari) \| | Lazio Rom |
| Juventus Turin                                         | Antonio Chimenti – Ciro Ferrara, Lilian Thuram, Nicola Legrottaglie, Alessandro Birindelli – Gianluca Zambrotta, Enzo Maresca (75. Marco Di Vaio), Gianluca Pessotto (46. Stephen Appiah), Pavel Nedvěd – David Trezeguet, Alessandro Del Piero (78. Fabrizio Miccoli) Cheftrainer: Marcello Lippi | Matteo Sereni – Massimo Oddo, Jaap Stam, Siniša Mihajlović, Giuseppe Favalli – Stefano Fiore, Giuliano Giannichedda, Fabio Liverani (75. Demetrio Albertini), César – Bernardo Corradi (87. Paolo Negro), Roberto Muzzi (61. Simone Inzaghi) Cheftrainer: Roberto Mancini | Lazio Rom |
| Juventus Turin                                         | 1:0 David Trezeguet (20.) 2:0 Alessandro Del Piero (46.) | 2:1 Bernardo Corradi (69.) 2:2 Stefano Fiore (86.) | Lazio Rom |
| 12. Mai 2004 um 21:00 Uhr in Turin (Stadio delle Alpi) | | |           |
| Ergebnis: 2:2 (1:0)                                    | | |           |
| Schiedsrichter: Gianluca Paparesta (Bari)              | | |           |

Lazio hatte sich zwar durch das 2:0 im heimischen Olympiastadion eine vermeintlich gute Ausgangsposition erspielt, jedoch konnte Juve diesen Rückstand mit dem Beginn der zweiten Halbzeit egalisieren. Durch das Tor von Corradi benötigte Juve aufgrund der Auswärtstorregel bereits zwei weitere Treffer, ehe Stefano Fiore das Finale kurz vor dem Ende mit seinem Treffer zum 2:2-Endstand entschied. Somit endeten die Finalspiele mit einem Gesamtergebnis von 4:2 für Lazio Rom, das sich somit den vierten Titel in der Vereinsgeschichte sichern konnte.
Lazios Fiore war mit seinen drei Toren in den Spielen gegen Juventus nicht nur der überragende Spieler der Finals, sondern wurde mit insgesamt sechs Toren auch Torschützenkönig des Turniers.
Inters Trainer Roberto Mancini gewann diesen Wettbewerb damit zum achten Mal in seiner Karriere, das zweite Mal als Trainer und zuvor sechs Mal als Spieler.
Der Boykott der Mannschaften der Serie B in den Spielen der Gruppenphase wurde auch durch den Modus des Wettbewerbes begünstigt. Durch das späte Einsteigen der Favoriten hatten Zweitligateams nahezu keine Chance, echte Pokalüberraschungen zu schaffen. Deutlich wird dies auch dadurch, dass von den acht Gruppensiegern nur zwei die Qualifikationsrunde überstanden, ehe der Wettbewerb auch für diese beiden im Achtelfinale beendet war. Ebenfalls auffällig ist, dass von den acht im Achtelfinale gesetzten Mannschaften nur eine einzige (Chievo Verona) nicht das Viertelfinale erreichte.

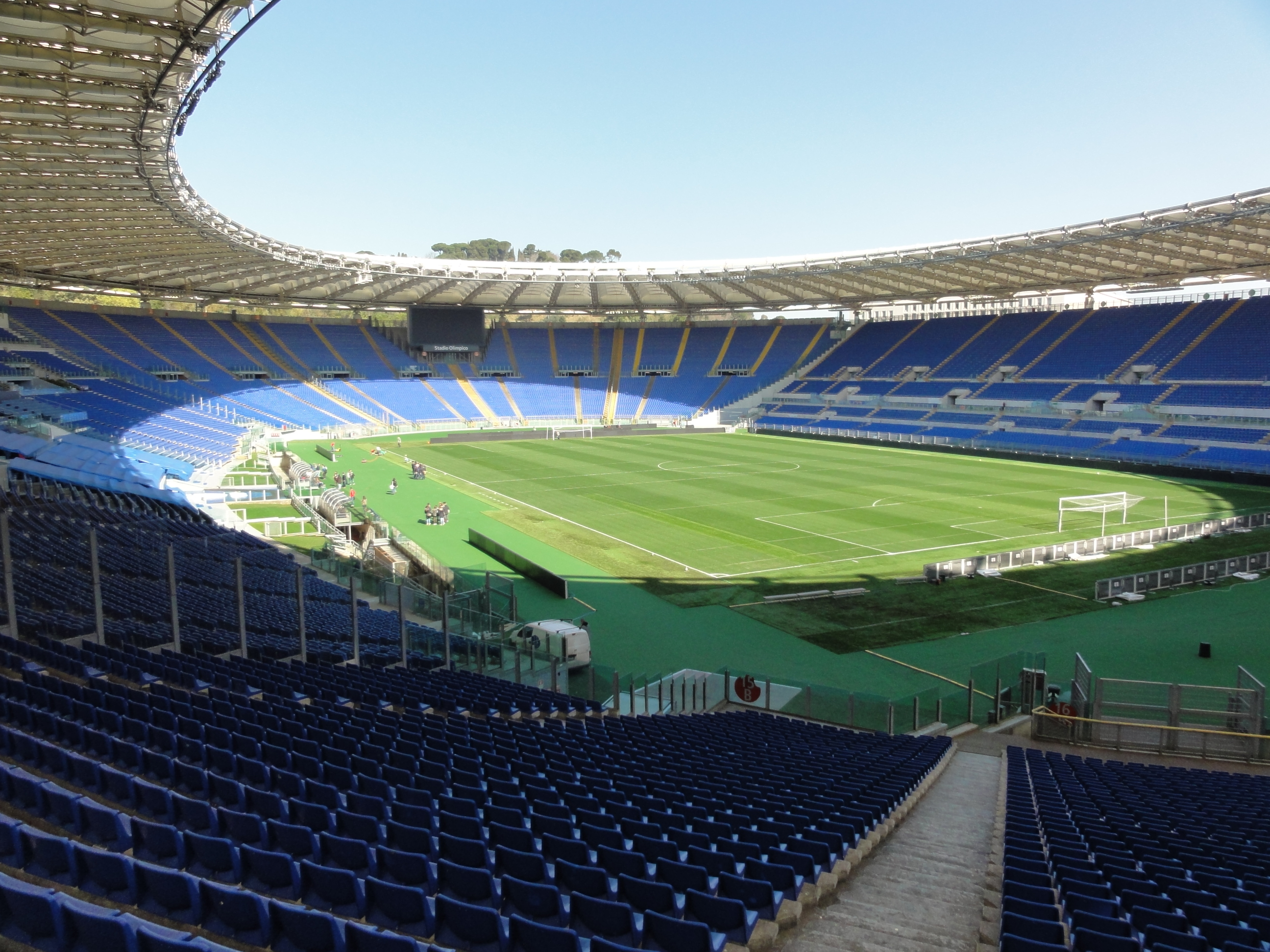
Das Stadio Olimpico von Rom, Austragungsort des Hinspiels
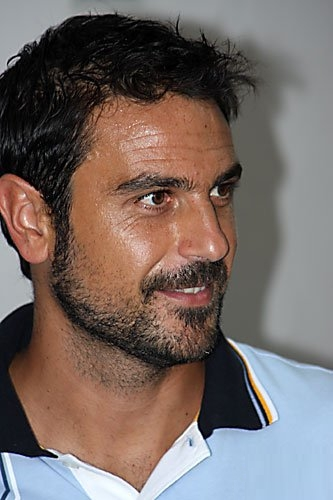
Torschützenkönig Stefano Fiore